# Tropicielka
Tropicielka – drugi żeński stopień harcerski w ZHP, SHK Zawisza i ZHR. Przeznaczony dla dziewcząt wieku 12-13 lat. Oznaczeniem stopnia jest srebrna lilijka nabita na Krzyżu Harcerskim (ZHR) lub dwie belki na pagonie (ZHP).

## WZHP
Wyższym stopniem jest Pionierka, niższym – Ochotniczka.

### Idea stopnia
Przestrzega Prawa i Przyrzeczenia Harcerskiego w codziennym życiu. Zdobywa harcerską wiedzę i doskonali umiejętności z różnych dziedzin. Tropi sytuacje, w których może być pożyteczny. Ćwiczy swoją spostrzegawczość i sprawność. Aktywnie uczestniczy w zadaniach zastępu i drużyny.

### Wymagania do otworzenia próby
- zdobyła stopień Ochotniczka, a jeżeli nie posiada stopnia Ochotniczka to realizuje próbę Tropicielki poszerzoną o wiadomości i umiejętności zawarte w wymaganiach na stopień Ochotniczka
- aktywnie uczestniczy w życiu zastępu i drużyny.

### Czas próby
6-12 miesięcy

### Wymagania stopnia

#### 1) Praca nad sobą
1. Notuję sytuacje, w których postąpiłam zgodnie i niezgodnie z Prawem Harcerskim i na ich podstawie dokonałam wyboru punktu Prawa, na którym szczególnie chciałabym się mocno poprawić.
2. Robię codzienny rachunek dobrych i złych uczynków.
3. Ukończyłam próbę silnej woli, np. przez tydzień zrezygnowałem ze słodyczy, oglądania telewizji, gier komputerowych.

#### 2) Życie codzienne
1. Przygotowałam uroczysty posiłek dla domowników lub uczestniczyłam w przygotowaniach świąt rodzinnych.
2. Znam historię swojej rodziny.
3. Rozmawiam z rodziną o moich problemach.

#### 3) Zaradność życiowa
1. Osiągnęłam dobre wyniki w grach na spostrzegawczość.
2. Uczestniczyłam w akcji zarobkowej drużyny.
3. Wiem, jakie zmiany rozwojowe zachodzą u chłopców i dziewczyn w moim wieki. Staram się poznawać możliwości swojego organizmu.
4. Znam szkodliwe skutki palenia papierosów, picia alkoholu i zażywania narkotyków.
5. Regularnie uprawiam wybraną dziedzinę sportu lub aktywności ruchowej. Poprawiłam swoje osiągnięcia.
6. Systematycznie ćwiczę znajomość języka obcego.
7. Korzystałam z informacji PKS/PKP. Uzyskałam potrzebny numer telefoniczny i znalazłam potrzebną informację w internecie.

#### 4) Wiedza harcerska
1. Znam najważniejsze wydarzenia z dziejów harcerstwa. Potrafię wskazać kilka postaci zasłużonych dla ruchu harcerskiego.
2. Wiem, jak powstała tradycja Dnia Myśli Braterskiej.
3. Wiem, co oznacza skrót WOSM i WAGGGS. Wyjaśnię, dlaczego harcerski noszą na mundurze plakietkę WAGGGS, a harcerze – WOSM.
4. Znam historię swojej drużyny(szczepu) oraz bohatera drużyny(szczepu). Wiem, jakie cechy bohatera drużyny(szczepu) warto naśladować.
5. Wiem, kto jest bohaterem mojego hufca i mojej chorągwi.
6. Znam nazwy stopni harcerskich i instruktorskich oraz sposób oznaczania ich na mundurze. Wiem, jakie sznury noszą instruktorzy komendy hufca, komendy chorągwi, Głównej Kwatery, Przewodniczący ZHP. Znam ich miejsce w strukturze ZHP.
7. Przeczytałam minimum 2 książki o tematyce harcerskiej.

#### 5) Techniki harcerskie
1. Znam skład apteczki drużyny i wiem, jak stosować znajdujące się w niej środki. Potrafię udzielić pierwszej pomocy w wypadku: krwotoku, stłuczenia, oparzenia, odmrożenia, skręcenia stawu, złamania kończyny, wystąpienia ciała obcego w oku, omdlenia, udaru słonecznego. Pełniłam służbę samarytańską, np. na wycieczce, biwaku, festynie.
2. Wyznaczyłam azymuty w terenie. Wykonałam szkic drogi: zaznaczając azymuty, charakterystyczne obiekty i odległości. Posługując się busolą i mapą dotarłam do wyznaczonego miejsca. Wyznaczyłam w nocy kierunek północny. Prawidłowo oceniłem „na oko” odległość w terenie, długość przebytej drogi i marszu. W pomiarach wykorzystałem wymiary swojego ciała, np. wzrost, rozpiętość ramion i długość stopy.
3. Znam oznakowanie szlaków turystycznych oraz zasady poruszania się na nich. Przeszłam oznaczonym szlakiem.
4. Uczestniczyłam w rozstawianiu obozu. Zbudowałam proste urządzenia obozowe lub wykonałam element zdobnictwa obozowego. Znam osiem węzłów, wykorzystałem je w praktyce, np. przy budowie urządzeń, w zdobnictwie obozowym lub podczas wędrówki. Przygotowałem posiłek dla zastępu na kuchni polowej lub kuchence turystycznej.
5. Kompletuję ekwipunek turystyczny odpowiedni na różne pory roku.
6. Nadałam i odebrałam wiadomość przekazaną alfabetem Morse’a.
7. Odnalazłam w środowisku 5 roślin chronionych.
8. Obserwowałam wybrane zwierzę i opowiedziałam w zastępie, drużynie lub szczepie o swoich spostrzeżeniach.
9. Wykonałam pożyteczną pracę na rzecz przyrody.

#### 6) Postawa obywatelska
1. Znam obszar swojej gminy i jej siedzibę. Sprawnie posługuję się mapą lub planem swojej okolicy, na jej podstawie dotrę na wskazane miejsce.
2. Znam daty świąt narodowych, wiem, jakie wydarzenia te święta upamiętniają. Przygotuję z zastępem zbiórkę z okazji jednego z nich.
3. Potrafię wskazać na mapie krainy geograficzne Polski.
4. Wiem, kto jest protektorem ZHP.
5. Znam flagę Unii Europejskiej. Potrafię wymienić kilka państw, które należą do Unii Europejskiej.

W okresie próby uczestniczyłam w realizacji co najmniej czterech zadaniach zespołowych i jednym biwaku.
W okresie próby zdobyłem przynajmniej 3 sprawności, w tym jedną dwugwiazdkową(**).
Próbę można rozszerzyć o wymagania przyjęte w środowisku.

## WZHR

### Idea stopnia
Tropicielka jest „zanurzona” w harcerskiej przygodzie. Jest aktywna i ciekawa świata. Obserwuje przyrodę i swoje otoczenie. Tropi przeszłość, teraźniejszość i przyszłość. Życie polowe jest jej żywiołem. Uczestniczy w grach, harcach i biwakach.

## Idea stopnia wSHK Zawisza
Tropicielka wtapia się w życie harcerskie, „tropi” wszystko co ją ciekawi i odkrywa nowe rzeczy. Wypełnia próby, które pomagają jej zgłębiać wiedzę i zrozumieć otaczający ją świat.